# Medziholie

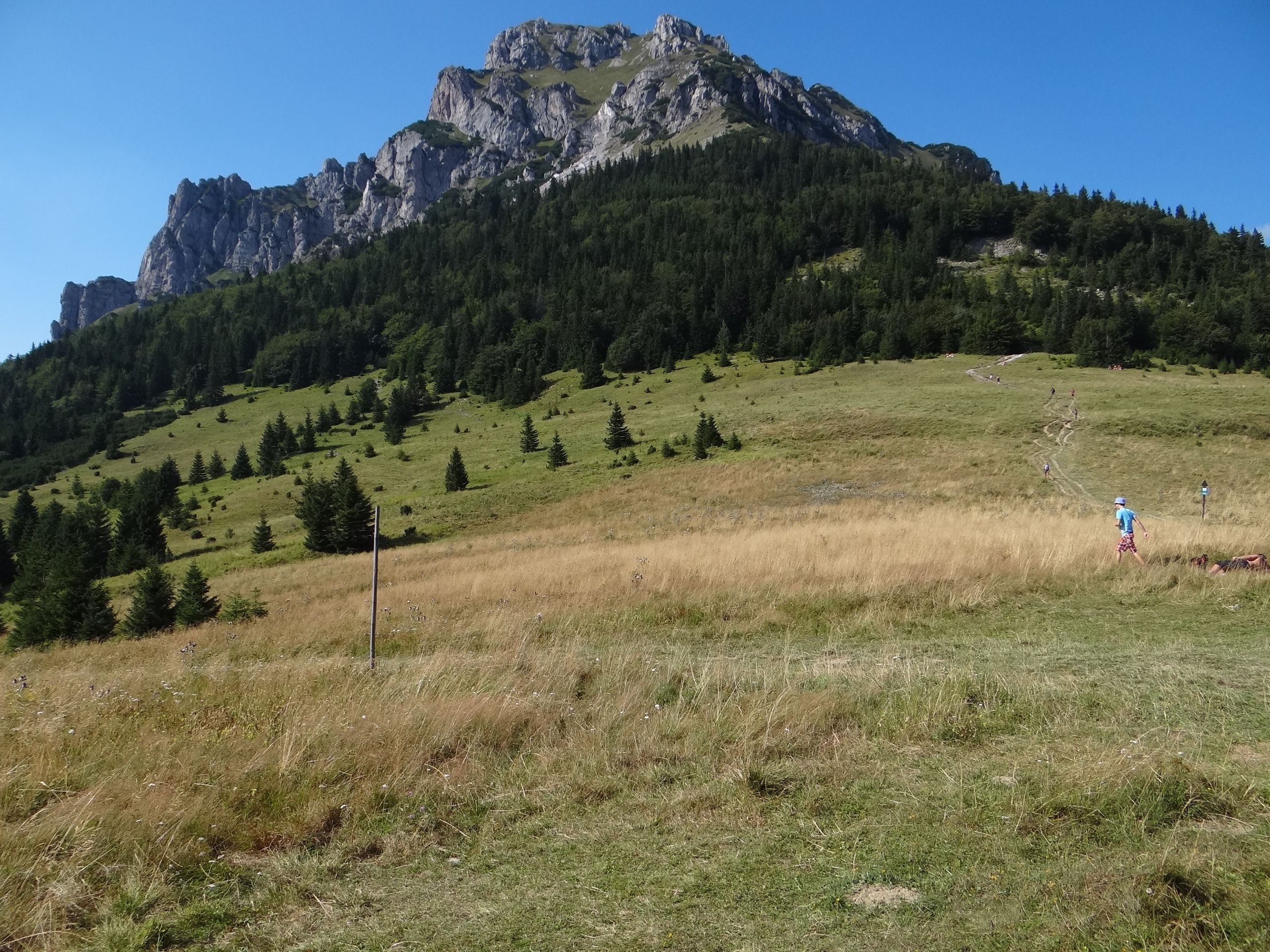
Wielki Rozsutec i przełęcz Medziholie

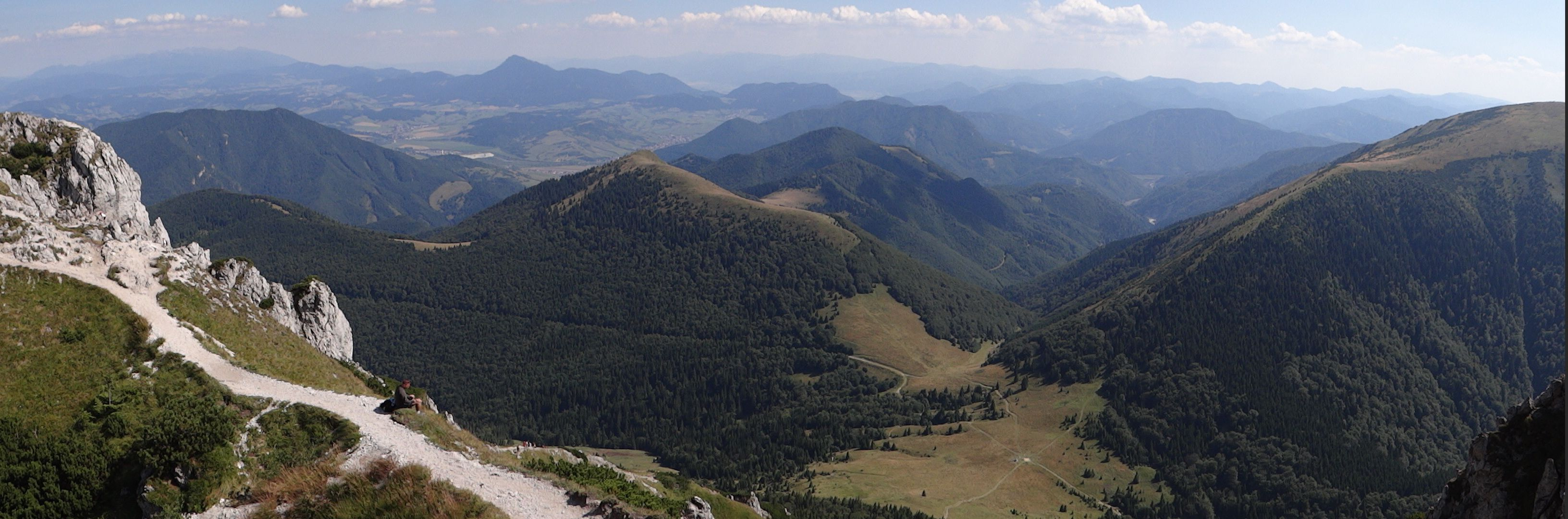
Widok z Wielkiego Rozsutca na przełęcz Medziholie i jej otoczenie

Medziholie (1185 m) – szeroka przełęcz we wschodniej (tzw. Krywańskiej) części grupy górskiej Mała Fatra na Słowacji, na terenie Parku Narodowego Mała Fatra.
Leży w głównym grzbiecie tej części Małej Fatry, oddzielając masyw skalistego Wielkiego Rozsutca na północy od kształtnego stożka Stohu na południu. Jest to rzadko spotykany typ przełęczy zwornikowej; oprócz grzbietu Wielkiego Rozsutca i Stoha odchodzi od niej jeszcze jeden boczny, południowo-wschodni  grzbiet, poprzez sedlo Osnice, Osnicę opadający do Kraľovańskiej doliny. Tak więc Medziholie wznosi się nad trzema dolinami. Zachodnie stoki Medziholia opadają do Novej doliny (odgałęzienie Doliny Wratnej, północno-wschodnie do doliny potoku Biela (dopływ Zázrivki, południowe do Doliny Bystričkiej.
W przeszłości (mniej więcej do połowy lat międzywojennych) przełęcz była ruchliwym ośrodkiem pasterskim: nazwa Medziholie oznacza „miejsce między halami” (tu hala w znaczeniu „gospodarstwo pasterskie”). Obecnie siodło przełęczy nadal pokrywają rozległe łąki górskie o bogatej roślinności. Zachodni skłon siodła przełęczy, opadający ku Štefanovej we Vrátnej dolinie wchodzi w obręb rezerwatu przyrody Rozsutec.
Przełęcz jest ważnym i ruchliwym punktem na turystycznej mapie Małej Fatry. Wiedzie przez nią najkrótszy i najbardziej uczęszczany szlak wejściowy na Wielki Rozsutec. W latach 1932–1944 i 1946-1985 tuż pod siodłem przełęczy, po jego wschodniej stronie (Pod Rozsutcom), istniały dwa kolejne schroniska pod Rozsutcem.

## Szlaki turystyczne
Medziholie – Wielki Rozsutec (1.15 h) – Zázrivá (4.05 h)
  Medziholie – Stoh (1.15 h) – Stohové sedlo – Poludňový grúň (2.30 h) – Snilovské sedlo (4.10 h)
  Medziholie – Štefanová (1.15 h)
  Medziholie – sedlo Osnice – Dolina Bystrička – Kraľovany (2.15 h)
  Medziholie – Príslop nad Bielou – Zázriva (2.20 h)
  Medziholie – sedlo Osnice (10 min.) – Osnica – Párnica (4.15 h)